# Ivanje selo
Ivanje selo je razpotegnjeno naselje na severni strani rakovške uvale ob cesti Laze-Rakek. Tik nad vasjo poteka železniška proga Ljubljana-Postojna, pod njo pa avtocesta.
Zaradi skromnih obdelovalnih površin so prebivalci iskali zaposlitev kot drvarji in teskarji, kot obrt se je razvilo izdelovanje lesenih obročev.
V naselju stoji podružnična cerkev svetega Hieronima, prvič omenjena leta 1526. V zgodnjem delu zvonika je na prednji strani vzidana plošča z letnico 1796. V cerkvi sta dva poznobaročna lesena oltarja.

## Prebivalstvo
Etnična sestava 2020:
- Slovenci: 225 (96,6 %)
- Hrvati: 6 (3 %)
- Drugo: 1